# Bleke agaatpissebed
De bleke agaatpissebed (Eurydice affinis) is een pissebed uit de familie Cirolanidae. De wetenschappelijke naam van de soort is voor het eerst geldig gepubliceerd in 1905 door Hansen.